# Gratificazione ritardata
La gratificazione ritardata, o gratificazione differita, è la capacità di resistere alla tentazione di una ricompensa immediata in favore di una ricompensa successiva migliore e duratura. Si tratta di rinunciare ad un piacere più piccolo e immediato in modo da raggiungere un beneficio più grande in futuro. Una crescente mole di studi ha collegato l'abilità di ritardare la gratificazione ad una serie di altri risultati positivi, tra cui il successo scolastico, la salute fisica e mentale e le competenze sociali.
È altresì collegata ad altre capacità simili, come la pazienza, il controllo degli impulsi, l'autocontrollo e la forza di volontà, i quali sono tutti coinvolti nell'autoregolamentazione. In senso lato l'autoregolamentazione comprende la capacità di una persona di adattare il proprio essere per quanto sia necessario così da soddisfare le esigenze dell'ambiente. La gratificazione ritardata è l'inverso dello sconto iperbolico, inteso come "la preferenza per ricompense immediate più piccole rispetto a ricompense più grandi ma ritardate" che si riferisce al "fatto che il valore soggettivo della ricompensa diminuisce con l'aumentare del ritardo nel suo ricevimento". Si teorizza che la capacità di scegliere ricompense ritardate sia stabilita dal sistema cognitivo-affettivo della personalità.
Diversi fattori possono avere effetto sulla capacità di una persona di rimandare la gratificazione. Alcune strategie cognitive, come l'uso di pensieri distraenti o "freddi", possono aumentare la capacità di ritardo, così come per i fattori neurologici, per esempio la forza delle connessioni nel percorso frontale-striatale. Dei ricercatori comportamentali si sono focalizzati sulle contingenze che governano le scelte di ritardare il rinforzo, studiando come manipolare tali contingenze per prolungare il ritardo. Anche l’età svolge un ruolo; i bambini sotto i cinque anni dimostrano una marcata mancanza di capacità di gratificazione ritardata e più comunemente ricercano una gratificazione immediata. Una differenza molto piccola tra maschi e femmine suggerisce che le femmine potrebbero essere più abili nel ritardare le ricompense. L'inabilità di scegliere di aspettare è correlata a comportamenti evitanti quali la procrastinazione e altre diagnosi cliniche come l'ansia, il disturbo da deficit di attenzione/iperattività e la depressione.
Sigmund Freud, fondatore della teoria psicoanalitica, ha discusso il ruolo dell'Io nel bilanciare i desideri immediati dell'Es, guidati dal piacere, con le scelte del Super-Io, guidate dalla moralità. David C. Funder e Jack Block, professori e psicologi californiani, hanno ampliato la ricerca psicoanalitica sull'argomento trovando che l'impulsività, o una mancanza di controllo dell'Io, ha un effetto più forte sulla capacità di un individuo di scegliere ricompense ritardate se una ricompensa è più desiderabile. Infine hanno un'incidenza fattori ambientali e sociali; ad esempio, il ritardo è influenzato dalla natura autoimposta o esterna della contingenza per la ricompensa, dal grado di impegno nel compito richiesto durante il ritardo, dalle prime caratteristiche della relazione madre-figlio, dalle esperienze precedenti di una persona con ricompense dalle promesse inaffidabili (ad esempio, in povertà), e da aspettative e paradigmi socioculturali contemporanei. La ricerca sugli animali costituisce un altro corpus di letteratura che descrive le caratteristiche della gratificazione ritardata non facilmente testate nei campioni umani, come i fattori ecologici che la influenzano.